# Doe Mee!
Doe Mee! est un hebdomadaire de bande dessinée néerlandais pour garçons publié de mai 1936 à décembre 1949, avec une interruption de 1942 à 1946. Il reprenait beaucoup de comic strips américains.